# Sonay Kartal
Sonay Kartal (Londra, 28 ottobre 2001) è una tennista britannica.

## Biografia
Kartal è nata a Sidcup, un distretto di Londra, e attualmente vive a Brighton. Ha origini turche provenienti dal padre. Ha frequentato la Longhill High School.
Ha iniziato a giocare a tennis all'età di sei anni dopo aver visto giocare suo fratello maggiore. Attualmente si allena al Pavilion & Avenue Tennis Club a Brighton. I suoi idoli tennistici sono Roger Federer e Kim Clijsters.

## Carriera
La Kartal ha iniziato a giocare a tennis all'età di sei anni e a disputare tornei del circuito ITF dal 2019. Dopo alcuni infortuni, ha vinto i suoi primi titoli ITF della carriera. Nel 2021 ha vinto la UK Pro League sconfiggendo in finale Freya Christie lasciandole appena un gioco.
Sonay Kartal ha vinto 14 titoli in singolare nel circuito ITF in carriera. 
Nel 2022 ha fatto il suo debutto nella squadra britannica di Fed Cup.
Il 23 giugno 2025, si è piazzata in singolare al 49º posto nel ranking WTA, mentre il 9 giugno 2025 ha raggiunto la 500ª posizione nel ranking di doppio.
Al Torneo di Wimbledon 2024 - Singolare femminile ha raggiunto il terzo turno dopo aver superato le qualificazioni. Viene sconfitta dalla numero 2 del mondo Coco Gauff in due parziali.
Il 15 settembre 2024, Sonay vince il primo titolo WTA in carriera in singolare al Jasmin Open a Monastir. Durante il suo cammino, ha perso un set al primo turno contro la testa di serie numero 5 Jaqueline Cristian, mentre in finale sconfigge l'altra debuttante Rebecca Šramková con il punteggio di 6-3, 7-5, diventando la seconda inglese di sempre a conquistare un titolo maggiore da qualificata dopo Emma Raducanu agli US Open 2021. Questa vittoria le permette l'accesso nelle prime 100 della classifica WTA, posizionandosi al numero 96.

## Statistiche WTA

### Singolare

#### Vittorie (1)
| Legenda              |
| -------------------- |
| Grande Slam (0)      |
| Ori Olimpici (0)     |
| WTA Finals (0)       |
| WTA Elite Trophy (0) |
| Dal 2021             |
| WTA 1000 (0)         |
| WTA 500 (0)          |
| WTA 250 (1)          |

| N. | Data              | Torneo                | Superficie | Avversaria in finale | Punteggio |
| 1. | 15 settembre 2024 | Jasmin Open, Monastir | Cemento    | Rebecca Šramková     | 6-3, 7-5  |

## Statistiche ITF

### Singolare

#### Vittorie (14)
| Torneo $100.000 (1) |
| Torneo $80.000 (0)  |
| Torneo $60.000 (0)  |
| Torneo $40.000 (0)  |
| Torneo $25.000 (11) |
| Torneo $15.000 (2)  |

| N.  | Data              | Torneo                                         | Superficie  | Avversaria in finale  | Punteggio        |
| 1.  | 24 ottobre 2021   | Antalya Series, Adalia                         | Terra rossa | Amarissa Kiara Tóth   | 7-5, 7-5         |
| 2.  | 28 novembre 2021  | Magic Hotel Tours, Monastir                    | Cemento     | Ayumi Morita          | 6-1, 6-2         |
| 3.  | 12 febbraio 2022  | Aegon Pro-Series Birmingham, Birmingham        | Cemento (i) | Talia Neilson Gatenby | 5–7, 6–3, 6–2    |
| 4.  | 20 febbraio 2022  | Aegon Pro-Series Glasgow, Glasgow              | Cemento (i) | Barbora Palicová      | 7–6(5), 7–5      |
| 5.  | 8 maggio 2022     | Nottingham Tennis Centre, Nottingham           | Cemento     | Danielle Lao          | 6-1, 6-0         |
| 6.  | 15 maggio 2022    | Nottingham Tennis Centre, Nottingham           | Cemento     | Joanna Garland        | 6-3, 6-1         |
| 7.  | 9 aprile 2023     | ForteVillage ITF Trophy, Pula                  | Terra rossa | Ekaterina Makarova    | 3-6, 6-2, 6-1    |
| 8.  | 17 settembre 2023 | Leiria Women's, Leiria                         | Cemento     | Anastasija Zacharova  | 7-6(5), 1-6, 6-3 |
| 9.  | 14 gennaio 2024   | Lexus GB Pro-Series Loughborough, Loughborough | Cemento (i) | Manon Léonard         | 6-4, 6-1         |
| 10. | 5 maggio 2024     | Lexus GB Pro-Series Nottingham, Nottingham     | Cemento     | Klaudija Bubelytė     | 6-1, 6-4         |
| 11. | 18 maggio 2024    | Torneo Conchita Martínez, Monzón               | Cemento     | Linda Klimovičová     | 6-1, 6-0         |
| 12. | 4 agosto 2024     | Lexus GB Pro-Series NTC, Roehampton            | Cemento     | Nastasja Schunk       | 7-5, 6-1         |
| 13. | 11 agosto 2024    | Lexus GB Pro-Series NTC, Roehampton            | Cemento     | Haruka Kaji           | 6-3, 6-3         |
| 14. | 20 ottobre 2024   | GB Pro-Series Shrewsbury, Shrewsbury           | Cemento (i) | Heather Watson        | 7-5, 4-1 rit.    |

#### Sconfitte (2)
| Torneo $100.000 (0) |
| Torneo $80.000 (0)  |
| Torneo $60.000 (1)  |
| Torneo $40.000 (0)  |
| Torneo $25.000 (0)  |
| Torneo $15.000 (1)  |

| N. | Data            | Torneo                       | Superficie  | Avversaria in finale | Punteggio     |
| 1. | 17 ottobre 2021 | Antalya Series, Adalia       | Terra rossa | Rosa Vicens Mas      | 1–6, 6–2, 3–6 |
| 2. | 3 novembre 2024 | Hamburg Ladies Open, Amburgo | Cemento (i) | Mona Barthel         | 4-6, 6(6)-7   |